# Mifflin (Ohio)
Mifflin ist ein Village im Mifflin Township, Ashland County, Ohio, USA.

## Geschichte
Mifflin hieß ursprünglich Petersburg und wurde unter diesem Namen im Jahr 1816 gegründet. Ein Postamt namens Mifflin wurde 1841 gegründet und blieb bis 1907 in Betrieb.

## Geografie
Das Dorf hat eine Gesamtfläche von 0,47 Quadratkilometern, die ausschließlich Landfläche sind. Es liegt am Charles Mill Lake.